# Tekella absidata
Tekella absidata är en spindelart som beskrevs av Arthur Urquhart 1894. Tekella absidata ingår i släktet Tekella och familjen Cyatholipidae. Inga underarter finns listade i Catalogue of Life.